# 홍파
홍파(洪坡, 1942년 ~ )는 대한민국의 시나리오 작가이다.
강원도 강릉 출생. 서라벌예대 졸업. 1973년 <몸 전체로 사랑을>로 데뷔. 이후 <묘녀(猫女)>, <숲과 늪>, <어디서 무엇이 되어 다시 만나리>, <불> 등의 작품이 있다. 동아일보, 서울신문 신춘문예에서 시나리오·평론부분 당선, 영화인 동인그룹인 '영상시대(映像時代)' 동인으로 활동. 그의 작품 경향은 언제나 실험정신(實驗精神)에 입각한 현대인의 소외와 대화의 단절을 그리고 있다. 불교와 '탈'에 대한 관심이 매우 강하다. 1977년 현대영화비평가 그룹상에서 시나리오 부문(<야행>) 상을 탔다.